# Callac
Callac (bretonisch: Kallag) ist eine französische Gemeinde mit 2.274 Einwohnern (Stand 1. Januar 2022) im Département Côtes-d’Armor in der Region Bretagne. Sie gehört zum Arrondissement Guingamp und zum Kanton Callac, dessen Bureau centralisateur sich in der Gemeinde befindet.

## Geographie
Die Gemeinde liegt rund 30 Kilometer südwestlich von Guingamp und 20 Kilometer nordöstlich von Carhaix-Plouguer. Nachbargemeinden von Callac sind:
- La Chapelle-Neuve im Norden,
- Bulat-Pestivien im Nordosten,
- Saint-Servais im Südosten,
- Duault im Süden,
- Plusquellec im Südwesten und
- Calanhel im Nordwesten.

Der Ort selbst liegt im Süden des Gemeindegebietes, am linken Ufer des Flusses Hyère, der für die Entwässerung des Gebietes zur Aulne sorgt.

### Verkehrsanbindung
Die Gemeinde wird hauptsächlich von der Départementsstraße D787 versorgt, die von Guingamp über Callac nach Carhaix-Plouguer führt. In derselben Relation verläuft auch eine Bahnlinie, die in Callac einen Bahnhof hat.

## Bevölkerungsentwicklung
| Jahr      | 1962 | 1968 | 1975 | 1982 | 1990 | 1999 | 2006 | 2012 | 2020 |
| Einwohner | 3002 | 3043 | 3024 | 2872 | 2592 | 2459 | 2375 | 2279 | 2233 |

## Sehenswürdigkeiten
- Reste der Kirche von Botmel aus dem 16. Jahrhundert; seit 1927 als Monument historique eingeschrieben[1]
- Gallo-Römische Brücke über die Hyère
- Dorfkirche Saint-Laurent, erbaut 1875–1877
- Kapelle Sainte-Barbe aus dem 16. Jahrhundert
- Kapelle Saint-Pierre de l’Isle aus dem 16. Jahrhundert
- Kapelle Saint-Treffin (auch Sainte-Tréphine) aus dem 15. Jahrhundert
- Mehrere Herrenhäuser (Keranquéré, Kerlousouarn, Kermabilo und L’Isle) aus dem 16. und 17. Jahrhundert
- Reste der Stadtmauer
- 12 Mühlen
- Tumulus aus der Bronzezeit in Saint-Tréfin
- Überreste einer mittelalterlichen Motte in Kernormand
- Denkmal für die Gefallenen[2]

Quelle:

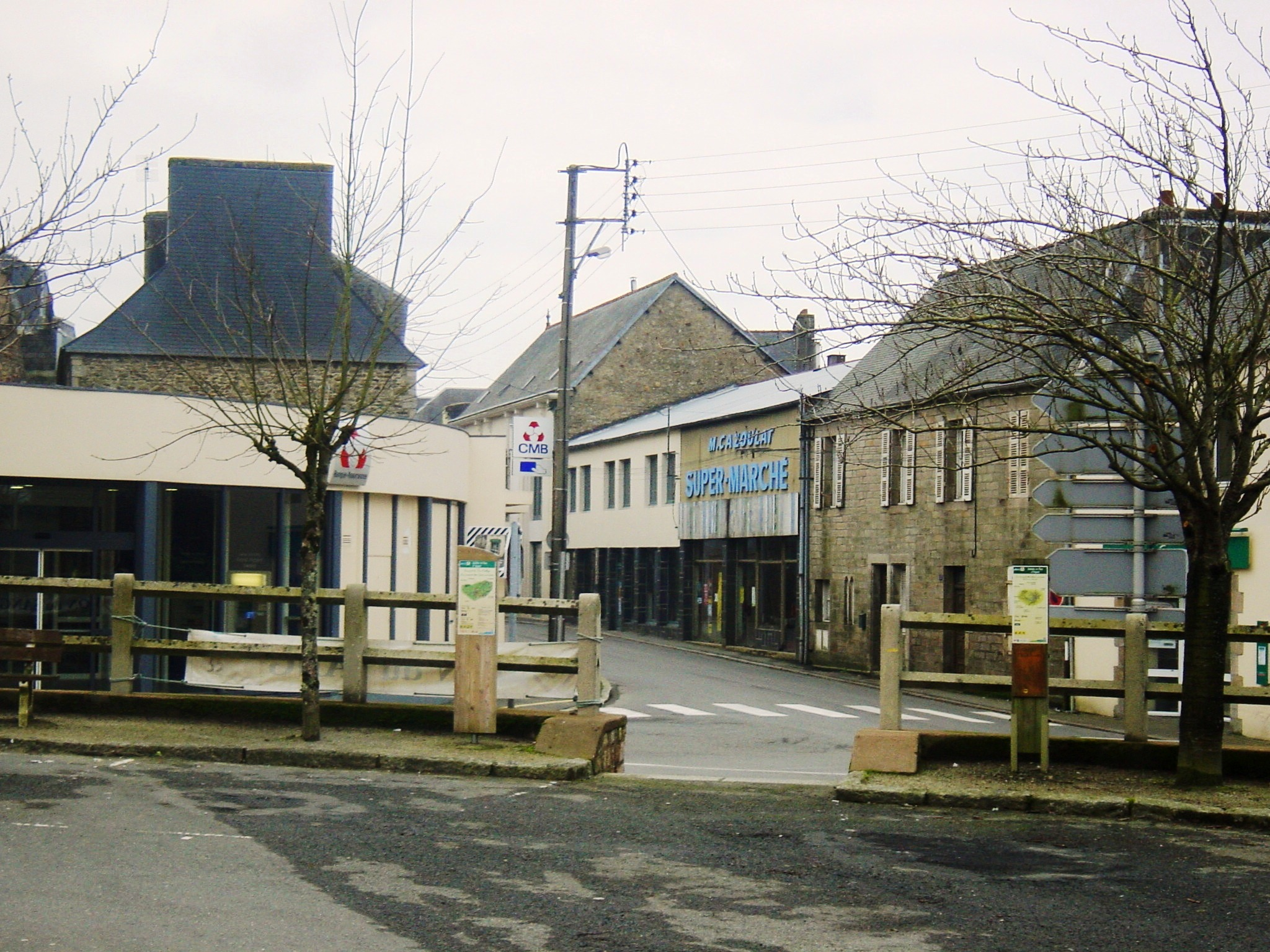
Teilansicht von Callac
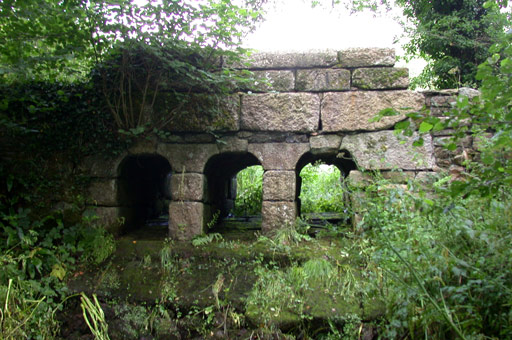
Gallo-römische Brücke über die Hyère
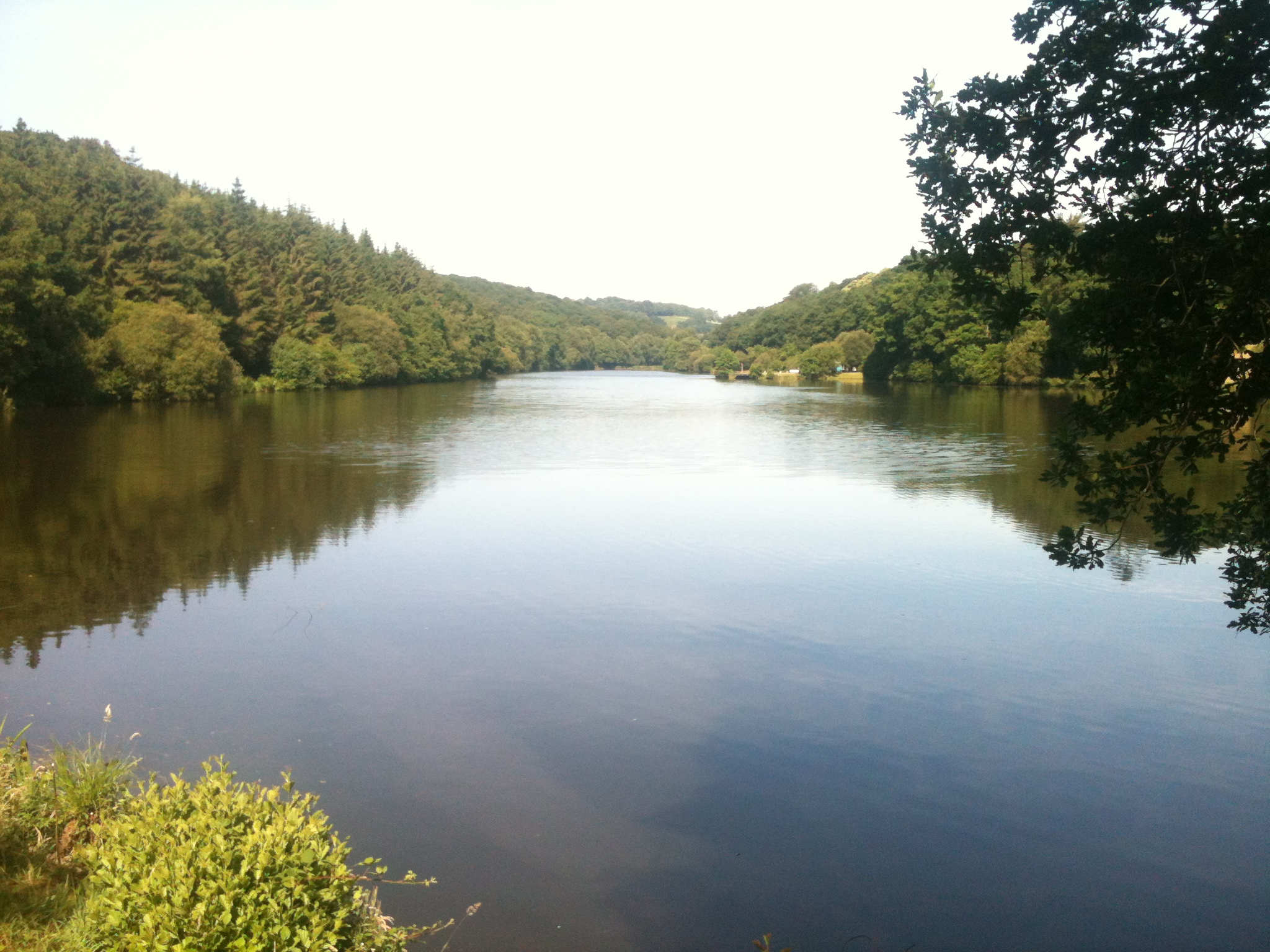
See Lac de la verte vallée
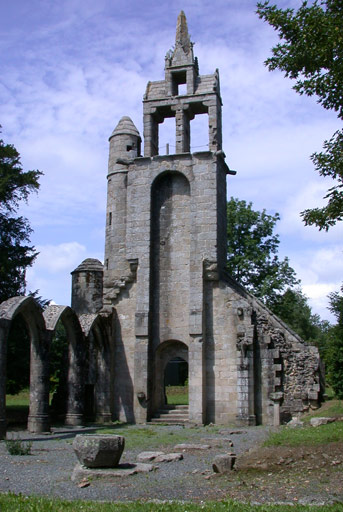
Ruine der Kirche Notre-Dame de Botmel
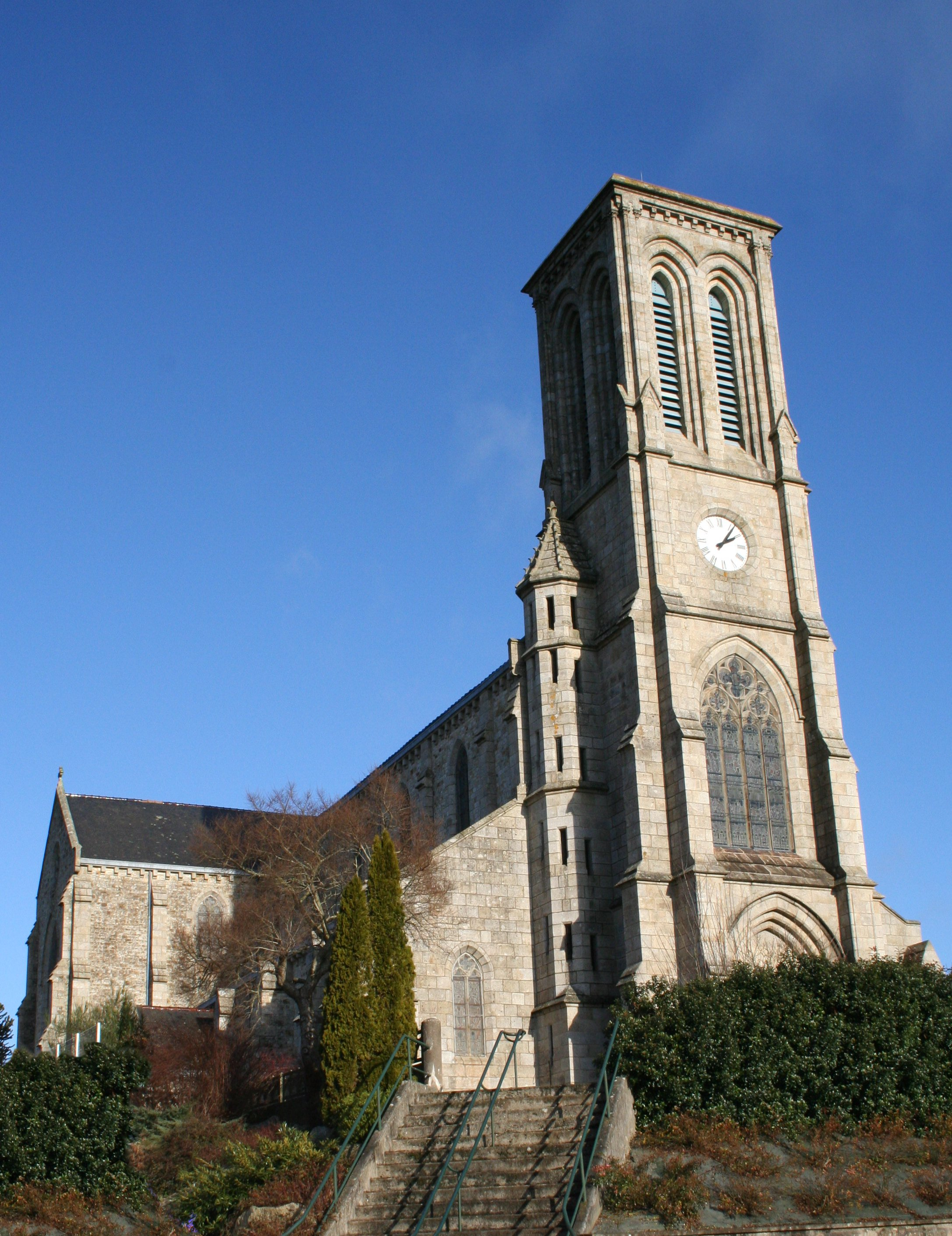
Dorfkirche Saint-Laurent